# Maria Stromberger
Maria Stromberger (Metnitz, 16 de marzo de 1898-Bregenz, 18 de mayo de 1957) fue una enfermera austriaca. Trabajó en el campo de concentración de Auschwitz, donde brindó asistencia a los internos y al movimiento de resistencia en Auschwitz.

## Primeros años de vida
Maria Stromberger nació en una familia católica en Metnitz, Carintia, Austria, el 16 de marzo de 1898. De niña, deseaba ser enfermera. En la década de 1920, se mudó a Bregenz, Austria, con su hermana. Stromberger primero trabajó como ayudante de cocina y como cuidadora de sus padres. Ella no comenzó a estudiar para ser enfermera hasta los 30 años. Estudió en el Sanatorium Bregenz-Mehrerau, y luego en una escuela de enfermería en Heilbronn. Después de trabajar en Carintia, solicitó ser trasladada a Polonia y comenzó a trabajar en un hospital de enfermedades infecciosas en Chorzów el 1 de julio de 1942.: 463  Aquí trató a dos pacientes con tifus que habían sido liberados del campo de concentración de Auschwitz. Solicitó un traslado a Auschwitz y comenzó a trabajar como enfermera para los oficiales de las SS el 1 de octubre de 1942.

## Resistencia en Auschwitz
Después de llegar a Auschwitz, se le pidió a Stromberger que firmara un documento en el que juraba guardar silencio sobre el campo. Su intención al trasladarse era tratar a los reclusos, pero esto no estaba permitido. Primero se ganó la confianza de un recluso, Edek Pys, después de que expresó su horror por el suicidio de otro recluso y le preguntó más sobre su trato en el campo.: 464–465  Pys se convirtió en su principal contacto entre los reclusos, ya través de él se puso en contacto con varios reclusos más que se vieron obligados a trabajar en las dependencias de los oficiales de las SS. En secreto, les proporcionó alimentos y medicinas adicionales. Después de que fue denunciada por su amabilidad con los reclusos en 1943, Eduard Wirths le advirtió que ella misma podría convertirse en prisionera, aunque la tranquilizó y la desalentó de trasladarse.: 368 
Stromberger se involucró cada vez más con el movimiento de resistencia en Auschwitz en 1943 y 1944. Recopiló información para el grupo y les proporcionó raciones adicionales del exterior, que finalmente incluyeron pistolas y municiones. Cuando los presos organizaron un levantamiento el 27 de octubre de 1944, Stromberger fue uno de los pocos no presos al tanto del plan.: 467  Stromberger también ayudó a sacar información de contrabando de Auschwitz en nombre de los reclusos, enviando informes tanto de sus condiciones como de información más delicada sobre el campo.: 254–255  Encontró excusas para ingresar a las áreas de prisioneros del campo, donde generalmente no se permitía a las enfermeras, y proporcionó algunas de las primeras pruebas de las atrocidades que tuvieron lugar allí. En diciembre de 1944, cuando los asesinatos en masa se convirtieron en una parte importante de las operaciones en Auschwitz, se esperaba que Stromberger firmara un documento en el que prometía su apoyo a los asesinatos. Wirths le permitió negarse. Dejó Auschwitz en febrero de 1945, ya que fue trasladada del campo debido a un error en su historial médico que sugería que sufría de adicción a la morfina. La medida en que ayudó a los reclusos nunca se descubrió mientras trabajaba en Auschwitz.

## Vida posterior y muerte
Stromberger dejó de ser enfermera tras el final del Holocausto, y volvió al apartamento de su hermana en Austria. Stromberger fue arrestada por las fuerzas francesas en Vorarlberg por su participación en Auschwitz,: 467  ya que creían que ella había estado involucrada en la ejecución de pacientes. Stromberger escribió a los reclusos a los que había ayudado, quienes hablaron en su nombre. Un periódico polaco publicó un artículo de primera plana exigiendo su liberación, y el exlíder de la resistencia Józef Cyrankiewicz negoció su liberación. Luego pasó a testificar contra Rudolf Hoss en 1947. Stromberger pasó el resto de su vida como trabajadora de una fábrica textil en Bregenz y murió de un infarto el 18 de mayo de 1957. Su hermana la hizo incinerar en secreto, ya que iba en contra de las enseñanzas católicas, y enterró su urna el 31 de agosto de 1957.

## Legado
Stromberger fue una heroína nacional entre la resistencia polaca, pero vivió en una relativa oscuridad en Austria. Una representación de ella apareció como personaje secundario en la película Mistrz en 2020.